# Narmer
Narmer var farao omkring 3050 f.Kr. Han er den første konge af både Øvre og Nedre Ægypten. Han regnes til den før-dynastiske periode, men kan måske være den første konge af første dynasti.
I Nekhen er der fundet en sminkepalet og et køllehoved med Narmers navn og billede. På den ene side af paletten er kongen ifærd med at henrette en krigsfange. Fangen knæler hjælpeløs foran kongen, der har et solidt tag i hans pandehår med venstre hånd. I højre hånd holder han en kølle højt hævet, klar til slag. Denne scene er de næste 3000 år et af de væsentligste symboler på faraos magt, og vi ser den gentaget igen og igen.
Det fundne køllehoved er delvist ødelagt. Den bevarede side viser en anden scene som vi ser gentaget de næste 3000 år: heb-sed-festen. Det var en serie ritualer, der skulle forny kongens magt og styrke.
Narmer er begravet i Abydos.